# CowParade
CowParade é uma exposição de arte pública internacional apresentada nas principais cidades do mundo. As esculturas das vacas são em fibra de vidro, decoradas por artistas locais e distribuídas pelas cidades, em lugares públicos como estações de metrô, avenidas ou carros importantes, parques, casas comerciais e hotéis. Depois da exposição, as vacas são leiloadas e uma parte do dinheiro arrecadado vai para os patrocinadores e a outra parte vai para o artista vencedor.
Existem vários modelos de esculturas, mas os 3 modelos mais comuns da vaca foram criadas por Pascal Knapp, um  escultor suíço que foi encomendado para criar as vacas especificamente da série  de eventos CowParade.
```
   Fonte: Jubliskleio
```

## CowParade cidade
Américas

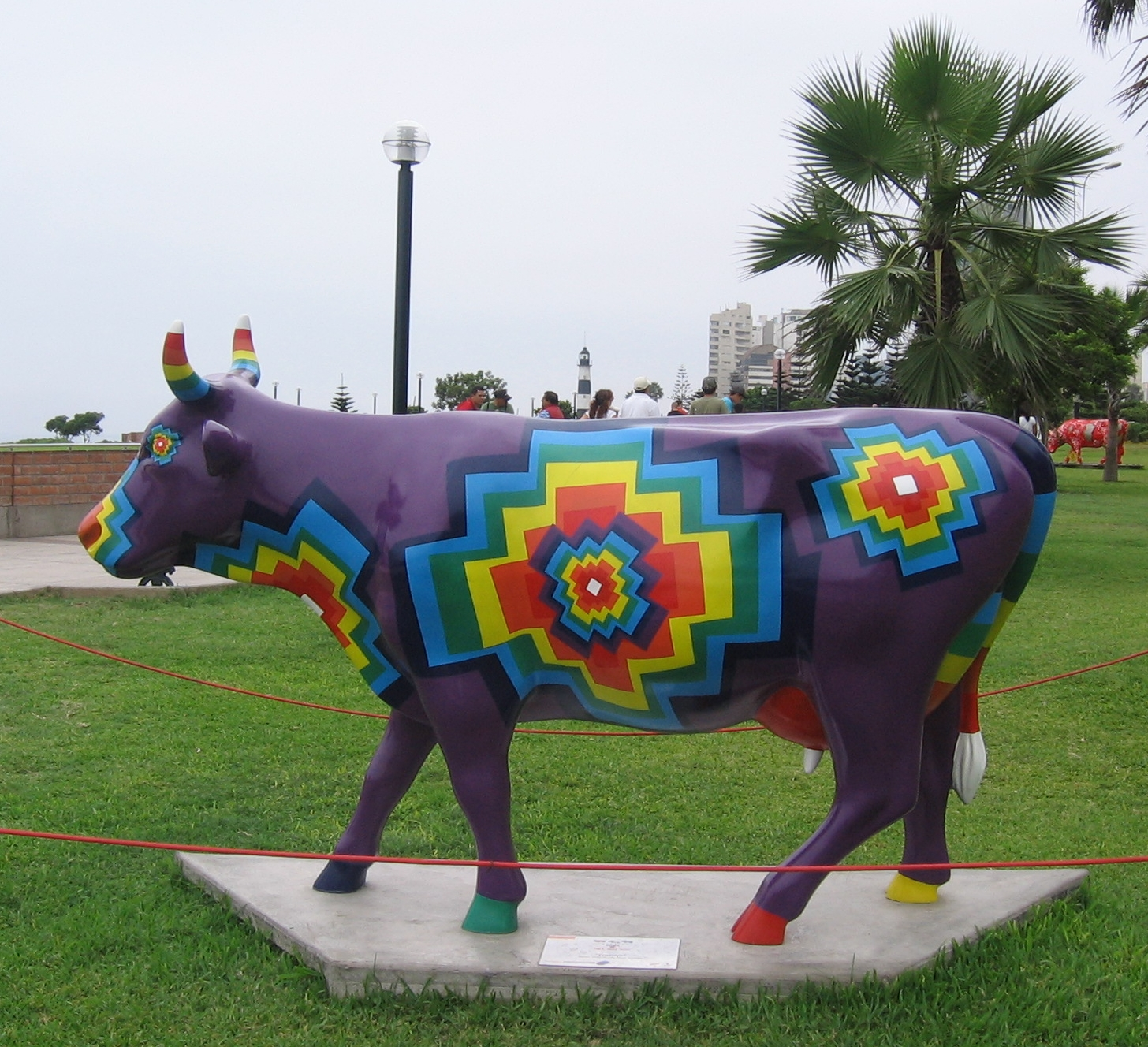
CowParade em Lima em 2010. Obra: Cruzuyo. Artista: Carla Fiorella Flores Guardia

| - Recife, Brasil (2017) - Goiânia, Brasil (2012) - Joinville, Brasil (2011) - Balneário Camboriú, Brasil (2011) - Florianópolis, Brasil (2011) - Porto Alegre, Brasil (2010) - Lima, Peru (2010) - Rio de Janeiro, Brasil (2007) - Curitiba, Brasil (2006) - Cidade do México, México (2006) - Buenos Aires, Argentina (2006) - Madison, Wisconsin (2006) - Boston, Massachusetts (2006) - Denver, Colorado (2006) - São Paulo, Brasil (2005) e (2010) - Belo Horizonte, Brasil (2006) | - Portland, Oregon (2005) - Harrisburg, Pennsylvania (2004) - West Hartford, Connecticut (2003) - Atlanta, Geórgia (2003) - Las Vegas, Nevada (2002) - San Antonio, Texas (2002) | - Houston, Texas (2001) - Kansas City, Missouri (2001) - Cidade de Nova Iorque, Nova Iorque (2000) - Stamford, Connecticut (2000) - West Orange, New Jersey (2000) |

Europa
| - Paris, França (2006) - Lisboa, Portugal (2006) - Edinburgh,Escócia (2006) - Moscovo, Rússia (2006) - Florença, Itália (2005) - Barcelona, Espanha (2005) - Vigo, Espanha (2007) | - Bucareste,Roménia (2005) - Varsovia, Polónia (2005) - Bratislava, Eslováquia (2005) - Geneva, Suíça (2005) - Mónaco (2005) - Praga, República Checa (2004) | - Manchester, Inglaterra (2004) - Estocolmo, Suécia (2004) - Dublin, Irlanda (2003) - Bruxelas,Bélgica (2003) - Ilha de Man (2003) - Londres, Inglaterra (2002) - Ventspils, Letónia (2002) |

África/Àsia/Australia
| - Sydney, Austrália (2002) - Tóquio, Japão (2005) - África do Sul (2004) - Auckland, Nova Zelândia (2003) |

## Critica
A CowParade também recebeu críticas por seus padrões de seleção.
Uma organização Sueca chamada The Militant Graffiti Artists of Stockholm, sequestrou e decapitou uma das vacas em Estocolmo como protesto contra vacas publicitárias carregando anúncios. No Rio de Janeiro em 2007 houve uma resposta artística sobre a ignorância desse evento com uma alegoria dos três Macacos Sábios.
Após surgir pela primeira vez em Nova Iorque nos anos 2000, a ideia foi adaptada para o Buddy Bär em Berlim. Ali, a ideia evoluiu para um
projeto que promove a tolerância, a compreensão entre os povos e a paz em todo o mundo: as exposições dos United Buddy Bears, chamadas também de
"a arte da tolerância".
Na CowParede de Lisboa, a vaca Copyright foi roubada, e reapareceu na faculdade de Medicina veterinária com uma pata danificada, tendo sido posteriormente submetida para reparações. 